# Liste von Opfern politischer Morde in der Weimarer Republik
Diese Liste enthält Opfer von politischen Morden in der Weimarer Republik. Sie ist unvollständig. Berücksichtigt sind vor allem Ermordungen führender Protagonisten des öffentlichen Lebens durch links- bzw. rechtsextremistische Gruppen oder Einzeltäter in der Zeit von 1919 bis 1923.

## Begriff
Politische Morde in Friedenszeiten bedeuten die Tötung von Menschen mit dem Ziel, die staatliche Ordnung zu verändern, etwa durch die gezielte Beseitigung von politischen Repräsentanten, Rache- oder Geiselmorde. Die politischen Morde der Jahre zwischen 1919 und 1923 lassen sich nochmals differenzieren in spontane Tötungen während der Revolutions- und Rätezeit und geplante Anschläge auf Repräsentanten der Republik. Die Beseitigung von Mitwissern oder Verrätern von Waffenlagern oder anderer Geheimnisse meist rechtsgerichteter Organisationen wird als Fememord bezeichnet.

## Geschichte
Seit Gründung der Weimarer Republik am 9. November 1918 kam es zu Ausschreitungen von Links- und Rechtsradikalen, welche die neue demokratische Ordnung niederschlagen wollten, und der Reichswehr. Im Wesentlichen standen sich die 1918 gegründete Kommunistische Partei Deutschlands (Roter Terror) einerseits und das bürgerlich-konservative, preußisch-protestantische Milieu der alten Eliten des Kaiserreichs wie die Schwarze Reichswehr, die in der Geheimorganisation Organisation Consul vereinigten Rechtsextremisten (Weißer Terror) und die neu gegründete Nationalsozialistischen Deutschen Arbeiterpartei (NSDAP) andererseits gegenüber.
Freikorpseinheiten und paramilitärische Verbände ermordeten gezielt linke Persönlichkeiten, darunter Rosa Luxemburg, Karl Liebknecht, Kurt Eisner, Matthias Erzberger und Walther Rathenau, für die es Todeslisten gab. Dazu kam es zu zahlreichen Tötungen bei der Niederschlagung des Spartakusaufstands im Januar 1919, beim Kapp-Putsch im März 1920 sowie bei weiteren geplanten und willkürlichen Aktionen. Der Publizist Emil Julius Gumbel zählte in der Neuauflage seines Buchs Vier Jahre politischer Mord von 1922 insgesamt 354 politische Morde von rechts, dazu kamen weitere unklare Fälle. Es gab auch 22 politische Morde von links in dieser Zeit, die aber wesentlich härter geahndet wurden.
Der Erlass der Verordnung zum Schutze der Republik vom 26. Juni 1922 und des Republikschutzgesetzes vom 21. Juli 1922 trugen mit Vereinigungs- und Versammlungsverboten, Strafschärfungen für Gewalttaten gegen die republikanische Staatsform und ihre Repräsentanten sowie der Errichtung des Staatsgerichtshofs zum Schutze der Republik beim Reichsgericht in Leipzig dazu bei, die Umsturzversuche von links und rechts abzuwehren und eine Phase relativer politischer und wirtschaftlicher Stabilität einzuleiten.
Eskalierenden Gewalttaten nach der Reichstagswahl im Juli 1932 wie dem Mord von Potempa folgte mit der Ernennung Adolf Hitlers zum Reichskanzler am 30. Januar 1933 die Machtübergabe an die Nationalsozialisten.

## Politische Morde (1919–1922, Auswahl)
| Nr. | Datum                          | Todesort                                      | Name der Getöteten | Art der Tötung          | Name des Verantwortlichen                                    | Name der Ausführenden                            |
| --- | ------------------------------ | --------------------------------------------- | --- | ----------------------- | ------------------------------------------------------------ | ------------------------------------------------ |
| 1   | 11. Januar 1919                | Garde-Dragoner-Kaserne, Berlin-Kreuzberg      | Werner Möller, Karl Grubusch, Wolfgang Fernbach, Walter Heise, Erich Kluge, Werner Möller, Arthur Schöttler und Paul Wackermann | Erschießung             | Major Franz von Stephani                                     | Otto Weber, Erich Selzer                         |
| 8   | 15. Januar 1919                | Neuer See, Berlin-Tiergarten                  | Karl Liebknecht | Erschießung             | Heinz von Pflugk-Harttung                                    | Stiege, Liepmann, von Ritgen, Schulze, Friedrich |
| 9   | 15. Januar 1919                | vor dem Hotel Eden, Berlin-Tiergarten         | Rosa Luxemburg | Erschlagen / Erschießen | Oberleutnant Kurt Vogel                                      | Oberleutnant Vogel, Jäger Otto Runge             |
| 10  | 17. Januar 1919                | Tegeler Forst, Berlin-Tegel                   | von Lojewski, Hermann Merks, Richard Jordan und Milkert                                                                         | Erschießung             | Sasse                                                        | 2 Trainsoldaten                                  |
| 16  | 21. Februar 1919               | München                                       | Kurt Eisner | Erschießung             |                                                              | Anton Graf von Arco auf Valley                   |
| 21  | 10. März 1919                  | Berlin                                        | Leo Jogiches, Heinrich Dorrenbach                                                                                               | Erschießung             | Ernst Tamschick                                              |                                                  |
|     | 30. April 1919 bis 3. Mai 1919 | München                                       | 163 Zivilisten, darunter Gustav Landauer                                                                                        | Erschlagen / Erschießen | Ernst von Oven                                               |                                                  |
| 253 | 6. Mai 1919                    | München                                       | 21 katholische Gesellen | Erschießen              | Hauptmann von Sutterheim, Offizierstellvertreter Paul Priebe | Jakob Müller, Makowski                           |
| 256 | 21. März 1920                  | Berlin-Köpenick                               | Alexander Futran, Albert Willi Dürre, Fritz Kegel, Karl Wienecke, Karl Gratzke während Köpenicker Blutsonntag                   | Erschießen              | Kapitän Bebbel                                               | Leutnant Kubich                                  |
| 261 | 13. März 1920                  | Breslau                                       | Bernhard Schottländer | Verschwunden            | Oberleutnant Schmitz                                         |                                                  |
| 296 | 24. März 1920                  | Sommeröda                                     | Kurt Neubert | Erschießen              |                                                              |                                                  |
| 330 | 22. Mai 1920                   | Gut Waldfrieden (Zacisze, Krzyż Wielkopolski) | Hans Paasche | Erschießen              | Oberleutnant Koppe                                           | Schütze, Diekmann                                |
| 350 | 30. März 1921                  | Polizeipräsidium Alexanderplatz, Berlin-Mitte | Wilhelm Sült | Erschießen              |                                                              | Albert Jannicke                                  |
| 351 | 10. Juni 1921                  | München                                       | Karl Gareis | Erschießen              | Leutnant Schweighart, Unteroffizier Schwebt                  |                                                  |
| 353 | 26. August 1921                | Bad Griesbach im Schwarzwald                  | Matthias Erzberger | Erschießen              | Manfred von Killinger                                        | Heinrich Tillessen, Heinrich Schulz              |
| 354 | 24. Juni 1922                  | Berlin-Grunewald                              | Walther Rathenau | Erschießen              |                                                              | Ernst Werner Techow, Erwin Kern, Hermann Fischer |